# Lycianthes fugax
Lycianthes fugax är en potatisväxtart som först beskrevs av Nikolaus Joseph von Jacquin, och fick sitt nu gällande namn av Friedrich August Georg Bitter. Lycianthes fugax ingår i Himmelsögonsläktet som ingår i familjen potatisväxter.

## Underarter
Arten delas in i följande underarter:
- L. f. albidiochracea
- L. f. flexuosum